# Demos Shakarian
Demos Shakarian, född den 21 juli 1913, död den 23 juli 1993, var en kristen affärsman med armenisk härkomst som grundade organisationen Full Gospel Business Men's Fellowship International (FGBMFI). Hans livsberättelse liksom berättelsen om FGMFI är skildrat i boken The Happiest People on Earth, som publicerades 1975. 

## Bokstavstrogen kristen
Shakarian trodde på "Full Gospel", det vill säga att alla övernaturliga händelser i Nya Testamentet bör tolkas bokstavligt och att dylika under också kan inträffa idag. Särskilt trodde han att Gud kan hela de sjuka och skadade och att kristna som är fyllda med den heliga ande kan få sig tillsänt visioner och meddelanden direkt från Gud.